# Sollevamento pesi ai Giochi della XXXI Olimpiade
Le prove di sollevamento pesi ai Giochi di de Janeiro si sono svolte complessivamente tra il 6 e il 16 agosto 2016 al Riocentro. Il programma prevedeva 15 eventi per un totale di 255 atleti, di cui 152 uomini e 103 donne, provenienti da 92 nazioni.

## Calendario
| Uomini |       | 56 kg | 62 kg | 69 kg | 77 kg |  | 85 kg | 94 kg |        | 105 kg | +105 kg | 8  |
| Donne  | 48 kg | 53 kg | 58 kg | 63 kg | 69 kg |  | 75 kg |       | +75 kg |        |         | 7  |
| Totale | 1     | 2     | 2     | 2     | 2     |  | 2     | 2     |        | 1      | 1       | 15 |

|  | Qualificazioni |  | FINALI |

## Podi

### Uomini
| Evento                   | Oro              | Perform. | Argento           | Perform. | Bronzo               | Perform. |
| fino a 56 kg (dettagli)  | Long Qingquan    | 307      | Om Yun-chol       | 303      | Sinphet Kruaithong   | 289      |
| fino a 62 kg (dettagli)  | Óscar Figueroa   | 318      | Eko Irawan        | 312      | Farkhad Kharki       | 305      |
| fino a 69 kg (dettagli)  | Shi Zhiyong      | 352      | Daniyar İsmayilov | 351      | Luís Javier Mosquera | 338      |
| fino a 77 kg (dettagli)  | ?                | ?        | Lü Xiaojun        | 379      | Mohamed Ihab         | 361      |
| fino a 85 kg (dettagli)  | Kianoush Rostami | 396      | Tian Tao          | 395      | Denis Ulanov         | 390      |
| fino a 94 kg (dettagli)  | Sohrab Moradi    | 403      | Vadzim Straltsou  | 395      | Aurimas Didzbalis    | 392      |
| fino a 105 kg (dettagli) | Ruslan Nurudinov | 431      | Simon Martirosyan | 417      | Aleksandr Zaychikov  | 416      |
| oltre 105 kg (dettagli)  | Lasha Talakhadze | 473      | Gor Minasyan      | 451      | Irakli Turmanidze    | 448      |

### Donne
| Evento                  | Oro              | Perform. | Argento               | Perform. | Bronzo           | Perform. |
| fino a 48 kg (dettagli) | Sopita Tanasan   | 200      | Sri Wahyuni Agustiani | 192      | Hiromi Miyake    | 188      |
| fino a 53 kg (dettagli) | Hsu Shu-ching    | 212      | Hidilyn Diaz          | 200      | Yoon Jin-hee     | 199      |
| fino a 58 kg (dettagli) | Sukanya Srisurat | 240      | Pimsiri Sirikaew      | 232      | Kuo Hsing-chun   | 231      |
| fino a 63 kg (dettagli) | Deng Wei         | 262      | Choe Hyo-sim          | 248      | Karina Goricheva | 243      |
| fino a 69 kg (dettagli) | Xiang Yanmei     | 261      | Zhazira Zhapparkul    | 259      | Sara Ahmed       | 255      |
| fino a 75 kg (dettagli) | Rim Jong-sim     | 274      | Dar'ja Navumava       | 258      | Lidia Valentín   | 257      |
| oltre 75 kg (dettagli)  | Meng Suping      | 307      | Kim Kuk-hyang         | 306      | Sarah Robles     | 286      |

## Medagliere
| Posizione | Paese          | Oro | Argento | Bronzo | Totale |
| --------- | -------------- | --- | ------- | ------ | ------ |
| 1         | Cina           | 5   | 2       | 0      | 7      |
| 2         | Thailandia     | 2   | 1       | 1      | 4      |
| 3         | Iran           | 2   | 0       | 0      | 2      |
| 4         | Corea del Nord | 1   | 3       | 0      | 4      |
| 5         | Kazakistan     | 1   | 1       | 4      | 6      |
| 6         | Taipei cinese  | 1   | 0       | 1      | 2      |
| 6         | Colombia       | 1   | 0       | 1      | 2      |
| 6         | Georgia        | 1   | 0       | 1      | 2      |
| 9         | Uzbekistan     | 1   | 0       | 0      | 1      |
| 10        | Armenia        | 0   | 2       | 0      | 2      |
| 10        | Bielorussia    | 0   | 2       | 0      | 2      |
| 10        | Indonesia      | 0   | 2       | 0      | 2      |
| 13        | Filippine      | 0   | 1       | 0      | 1      |
| 13        | Turchia        | 0   | 1       | 0      | 1      |
| 15        | Egitto         | 0   | 0       | 2      | 2      |
| 16        | Giappone       | 0   | 0       | 1      | 1      |
| 16        | Lituania       | 0   | 0       | 1      | 1      |
| 16        | Corea del Sud  | 0   | 0       | 1      | 1      |
| 16        | Spagna         | 0   | 0       | 1      | 1      |
| 16        | Stati Uniti    | 0   | 0       | 1      | 1      |
| Totale    | Totale         | 15  | 15      | 15     | 45     |